# Пласкоголовий полоз
Пласкоголовий полоз (Platyceps) — рід неотруйних змій з родини полозових (Colubridae). Має 29 видів. Раніше частину його представників відносили до роду струнких полозів.

## Опис
Загальна довжина представників цього роду коливається від 80 см до 1,2 м. У низки видів спостерігається статевий диморфізм — самиця більше за самця. Особливістю цих змій є наявність широкою, сплощеної пласкої голови, яка трохи відділена від тулуба шиєю. У більшості є тонкий хвіст на кшталт батога. Луска зовсім гладенька.
Забарвлення здебільшого сірувате, коричнювате з різними відтінками. На тулубі є смуги світлішого кольору, розташованих на значної відстані одна від одної. У деяких пласкоголових полозів на шиї присутній своєрідний світлий комірець.

## Спосіб життя
Полюбляють скелясті місцини, рівнини, орні землі, чагарники, рівнини, напівпустелі. Часто ховаються у норах гризунів. Харчуються ящірками, дрібними зміями, пташенятами.
Це яйцекладні ящірки.

## Розповсюдження
Мешкають від Індії, Пакистану до Аравійського півострова, Туреччині, Кавказу, Болгарії, Близького Сходу та північної Африки.

## Види
- Platyceps afarensis Schätti & Ineich, 2004
- Platyceps atayevi (Tuniyev & Shammakov, 1993)
- Platyceps bholanathi (Sharma, 1976)
- Platyceps brevis (Boulenger, 1895)
- Platyceps collaris (F. Müller, 1878)
- Platyceps elegantissimus (Günther, 1878)
- Platyceps florulentus (I. Geoffroy Saint-Hilaire, 1827)
- Platyceps gracilis (Günther, 1862)
- Platyceps insulanus (Mertens, 1965)
- Platyceps josephi Deepak, Narayanan, Mohapatra, Dutta, Melvinselvan, Khan, Mahlow, & Tillack, 2021
- Platyceps karelini (Brandt, 1838)
- Platyceps ladacensis (Anderson, 1871)
- Platyceps largeni (Schätti, 2001)
- Platyceps messanai (Schätti & Lanza, 1989)
- Platyceps najadum (Eichwald, 1831)
- Platyceps noeli Schätti, Tillack & Kucharzewski, 2014
- Platyceps plinii (Merrem, 1820)
- Platyceps rhodorachis (Jan, 1865)
- Platyceps rogersi (Anderson, 1893)
- Platyceps saharicus Schätti & McCarthy, 2004
- Platyceps schmidtleri (Schätti & McCarthy, 2001)
- Platyceps scortecci (Lanza, 1963)
- Platyceps sinai (Schmidt & Marx, 1956)
- Platyceps sindhensis Schätti, Tillack & Kucharzewski, 2014
- Platyceps somalicus (Boulenger, 1896)
- Platyceps taylori (Parker, 1949)
- Platyceps thomasi (Parker, 1931)
- Platyceps variabilis (Boulenger, 1905)
- Platyceps ventromaculatus (Gray, 1834)